# قره‌چولها
قره‌چولها (به ترکی استانبولی: Karaçulha) شهری است در کشور ترکیه که در استان موغله واقع شده‌است. جمعیت این شهر بر اساس سرشماری سال ۲۰۰۸ میلادی ۱۳٬۱۱۴ نفر و بر اساس برآوردهای سال ۲۰۰۹ میلادی ۱۳٬۱۶۵ نفر می‌باشد.